# Resinoporia
Resinoporia Audet – rodzaj grzybów należący do rodziny pniarkowatych (Fomitopsidaceae).

## Charakterystyka
Grzyby kortycjoidalne o owocniku wieloletnim, rozpostartym, dającym się oddzielić od podłoża, w stanie świeżym miękkim, po wyschnięciu twardym i łamliwym, o nieprzyjemnym zapachu i gorzkim smaku. Brzeg biały, gładki i wąski, hymenofor poroidalny,. Pory o barwie od białej do kremowej, rurki białe do lekko żółtawych, częściowo nasycone substancjami organicznymi, zwłaszcza u starych okazów. Dolne partie rurek kruche, o konsystencji sera. System strzępkowy dimityczny, strzępki generatywne ze sprzążkami, strzępki szkieletowe grubościenne do litych, faliste, nierozgałęzione lub czasami dychotomicznie rozgałęzione, nieamyloidalne, o średnicy 3–5 μm, w preparatach mikroskopowych często wypełnione oleistymi lub żywicznymi, nieregularnymi kuleczkami. Cystyd brak, ale wśród podstawek są dość liczne, wrzecionowate, nie wystające cystydiole. Podstawki maczugowate, 4-zarodnikowe ze sprzążkami u podstawy. Bazydiospory szeroko cylindryczne do podłużnie elipsoidalnych, szkliste, gładkie, nieamyloidalne. Powodują brunatną zgniliznę drewna martwych drzew iglastych.
Według Serge Audeta Resinoporia różni się od Antrodia i Amyloporia tym, że w jej kontekście i rurkach występuje obfita materia żywiczna, krętymi i napęczniałymi strzępkami szkieletowymi, szeroko wrzecionowatymi lub beczkowatymi podstawkami, z pogrubionymi ścianami po oderwanych zarodnikach.

## Systematyka i nazewnictwo
Pozycja w klasyfikacji: Fomitopsidaceae, Polyporales, Incertae sedis, Agaricomycetes, Agaricomycotina, Basidiomycota, Fungi (według Index Fungorum).
Takson ten utworzył w 2017 r. Serge Audet.
Gatunki:
- Resinoporia cincta (Spirin, Vlasák & Miettinen) Audet 2017
- Resinoporia crassa (P. Karst.) Audet 2017 – tzw. jamkówka gruba
- Resinoporia cretacea (Runnel, Spirin & A. Lõhmus) Audet 2017
- Resinoporia ferox (Long & D.V. Baxter) Audet 2017
- Resinoporia ignobilis (Spirin & Vlasák) Audet 2016
- Resinoporia ladiana (Spirin & Runnel) Audet 2017
- Resinoporia piceata (Runnel, Spirin & Vlasák) Audet 2017
- Resinoporia pinea (B.K. Cui & Y.C. Dai) Audet 2017
- Resinoporia pini-cubensis (Vampola, Kotl. & Pouzar) Audet 2017
- Resinoporia sitchensis (D.V. Baxter) Audet 2017
- Resinoporia sordida (Ryvarden & Gilb.) Audet 2017

Wykaz gatunków i nazwy naukowe na podstawie Index Fungorum. Nazwy polskie według W. Wojewody.